# THE LAST OF US (テレビドラマ)
『THE LAST OF US』（ラスト・オブ・アス、原題: The Last of Us）は、クレイグ・メイジンとニール・ドラックマンによるアメリカ合衆国のポスト・アポカリプス・テレビドラマシリーズである。

## 概要
ノーティードッグのビデオゲーム『The Last of Us』を原作とし、HBOで放送されている。ソニー・ピクチャーズ テレビジョン、プレイステーション・プロダクションズ、ノーティードッグ、マイティ・ミント、ワード・ゲームスの共同制作である。
謎の寄生菌による疫病で世界中の文明が崩壊した20年後のアメリカを舞台とする。かつてパンデミックの混乱の中で娘を失くしたジョエルは、エリーという少女と荒廃したアメリカを横断する。
シーズン1はHBOで2023年1月15日より放送され、日本では2023年1月16日よりU-NEXTで配信された。2023年1月、HBOはシーズン2の製作を発表し2025年の放送が予定されている。

## ストーリー
2003年、世界中で「謎の寄生菌」によるパンデミックが拡大し、噛まれた人々を凶暴な怪物に変えて、さらに感染を広げていった。パンデミックによる大混乱の中、中年男性ジョエルは、弟のトミーと共に脱出を図るが、愛娘のサラを失くしてしまう。
20年後、人口は激減して文明は崩壊し、アメリカでは軍が少数の生存者を隔離地域で過酷に支配する。ボストンでパートナーのテスと密輸業者をしていたジョエルは、音信不通となったトミーの住むワイオミングに向かおうとする。
反乱グループ"ファイアフライ"から、貴重な車のバッテリーと引き換えに、菌に耐性を持ち治療法の手掛かりとなる少女エリーを運ぶよう頼まれる。だが、届ける相手は既に死に、西にあると言う最終的な目的地は不明のままとなる。感染して死を選んだテスの頼みで、とりあえずジョエルはエリーと二人でワイオミングへ向かう。
数々の危険を潜り抜け、様々な人々との出会いと別れ、野盗や感染者との戦いを経て、次第に互いを信頼しあうようになったジョエルとエリーは、共同体で平和に暮らすトミーと再会する。その後、ファイアフライの基地があると言う「東コロラド大学」へ向かうも既に無人であり、ソルトレークシティに移動した形跡があった。
ジョエルは出会った放浪者に刺されて重傷を負い、エリーは必死に治療する。ジョエルは死んだ娘サラの姿を、エリーに投影するようになる。ファイアフライの基地のあるソルトレイクシティに到着した2人だったが、治療法の開発がエリーを殺してしまうと知ったジョエルは、命を顧みることなく戦い、エリーを救出してワイオミングに戻る。

## 登場人物/キャスト

### メイン
- ジョエル・ミラー（Joel Miller）
  - 演 - ペドロ・パスカル、日本語吹替 - 山寺宏一[4]
  - 元建設業者でパンデミック後はボストンの隔離地域に住む密輸業者。
- エリー・ウィリアムズ（Ellie Williams）
  - 演 - ベラ・ラムジー（英語版）、日本語吹替 - 潘めぐみ[4]
  - 菌に耐性をもつ14歳の少女。
  - ジョエルのパートナー。

### ゲスト
- サラ・ミラー（Sarah Miller）
  - 演 - ニコ・パーカー（英語版）
  - ジョエルの娘。(S1E1)
- トミー・ミラー（Tommy Miller）
  - 演 - ガブリエル・ルナ、日本語吹替 - 高橋広樹[4]
  - ジョエルの弟。元ファイアフライ。(S1E1,S1E6)
- テス（Tess）
  - 演 - アナ・トーヴ、日本語吹替 - 田中敦子[4]
  - ボストンでのジョエルのパートナー。(S1E1, S1E2)
- ロバート (Robert)
  - 演 - ブレンダン・フレッチャー
  - ボストンでのジョエルとテスの商売敵。(S1E1)
- マーリーン（Marlene）
  - 演 - マール・ダンドリッジ（英語版）、日本語吹替 - 朴璐美[4]
  - 反乱グループ「ファイアフライ」のボストンのリーダー。(S1E1、S1E9)
  - ダンドリッジはゲームで同役の声を担当している。
- ラトナ博士
  - 演 - Christine Hakim
  - インドネシアの真菌学者。(S1E2)
- ビル（Bill）
  - 演 - ニック・オファーマン、日本語吹替 - 谷昌樹
  - マサチューセッツ州リンカーンで暮らすサバイバリスト。(S1E3)
- フランク（Frank）
  - 演 - マレー・バートレット（英語版）
  - リンカーンでビルとともに暮らす恋人。(S1E3)
- キャスリン (Kathleen)
  - 演 - メラニー・リンスキー
  - カンザスシティの反乱グループのリーダー。(S1E4)
- ペリー (Perry)
  - 演 - ジェフリー・ピアース
  - キャスリンの右腕。(S1E4)
  - 演じたジェフリーは、ゲーム版でトミーの声を担当している。
- ヘンリー（Henry）
  - 演 - ラマー・ジョンソン（英語版）
  - キャスリンの兄を売った密告者。(S1E5)
- サム（Sam）
  - 演 - キーボン・ウッダード
  - ヘンリーの耳の聞こえない弟。(S1E4,S1E5)
- エデルシュタイン (Edelstein)
  - 演 - ジョン・ゲッツ
  - ヘンリーとサムを匿う男。(S1E5)
- マーロン (Marlon)
  - 演 - グラハム・グリーン
  - ワイオミング州の荒野で妻と暮らす男 。(S1E6)
- フローレンス (Florence)
  - 演 - Elaine Miles
  - マーロンの妻。(S1E6)
- マリア (Maria)
  - 演 - Rutina Wesley
  - ワイオミング州ジャクソンの共同体の指導者の一人。トミーの妻。(S1E6)
- ライリー（Riley）
  - 演 - ストーム・リード、日本語吹替 - 田村睦心
  - ボストンでのFEDRA訓練生時代のエリーの親友。(S1E7)
- デビッド (David)
  - 演 - Scott Shepherd
  - 湖畔の町シルバーレイクのグループの説教師。(S1E8)
- ジェームズ (James)
  - 演 - トロイ・ベイカー
  - 湖畔の町シルバーレイクのグループの一員。(S1E8)
  - 演じたトロイは、ゲーム版でジョエルの声を担当している。
- アンナ (Anna)
  - 演 - アシュレー・ジョンソン
  - エリーの母。(S1E9)
  - 演じたアシュレー・ジョンソンは、ゲーム版でエリーの声を担当している。
- アビゲイル・"アビー"・アンダーソン（Abigail "Abby" Anderson）
  - 演 - ケイトリン・デヴァー、日本語吹替 - 森なな子
- ディーナ（Dina）
  - 演 - イザベラ・メルセード、日本語吹替 - 嶋村侑
- ジェシー（Jesse）
  - 演 - ヤング・マジーノ、日本語吹替 - 杉田智和
- セス（Seth）
  - 演 - ロバート・ジョン・バーク

## エピソード
| 通算 話数 | タイトル                                                 | 監督                   | 脚本                                      | 放送日        | U.S.視聴者数 (百万人) |
| --- | -------------------------------------------------------- | ---------------------- | ----------------------------------------- | ------------- | --------------------- |
| 1 | "闇の中にいる時こそ…" "When You're Lost in the Darkness" | クレイグ・メイジン     | クレイグ・メイジン & ニール・ドラックマン | 2023年1月15日 | 0.588                 |
| 2003年、人々を凶暴にする謎の寄生菌で世界的なパンデミックが起き、テキサスに住むジョエルは娘のサラと共に逃げようとする。兵士にサラを殺されるも、弟のトミーに救われる。20年後、ジョエルはFEDRA(連邦災害対策管理庁)が厳しい軍政を敷くボストンの隔離地域に住み、パートナーのテスと組んで密輸業をする。ワイオミングに住むトミーからの連絡が絶えたため、ジョエルとテスはワイオミングに行くために貴重な車のバッテリーを密かに入手しようとするが、FEDRAに敵対するグループ「ファイアフライ」に売られたと知る。負傷したファイアフライのリーダーのマーリーンは、少女エリーを隔離地域の外の州議事堂に運べば軍用車が手に入ると約束する。兵士が途中で3人を捕らえて感染検査をするもジョエルが兵士を殺す。エリーは感染しているが発病はしないと語る。3人は軍に追われて汚染地域に入る。           |                                                          |                        |                                           |               |                       |
| 2 | "感染" "Infected"                                        | ニール・ドラックマン   | クレイグ・メイジン                        | 2023年1月22日 | 0.633                 |
| 2003年のジャカルタで、感染者を凶暴にして他人を噛ませて感染を広げる菌が発見され、処理されなかった感染者が街に出た事を察した真菌学者は感染を広げないために街全体を爆撃するよう進言する。現在、エリーは感染者に噛まれたものの発症しない稀有な例であり、治療法に貢献するためにどこか西にあるファイアフライの基地に送られるはずだとジョエルとテスに話す。3人は軍用車を得るために荒廃したボストンの街を進み州議事堂に向かう。途中の博物館では怪物と化した感染者がエリーを噛むも、傷は癒え発症しない。3人が州議事堂に着くと待ち受けているはずのファイアフライのメンバーは感染して発症し、たがいに殺し合い全滅している。エリーの届け先もわからないままとなる。感染して発症しつつあったテスは、エリーを送り届けるようジョエルに願い、自分は残り襲ってきた感染者の群れとともに自爆する。 |                                                          |                        |                                           |               |                       |
| 3 | "長い間" "Long Long Time"                                | ピーター・ホアー       | クレイグ・メイジン                        | 2023年1月29日 | 0.747                 |
| 2003年、マサチューセッツ州の小さな町リンカーンでは、軍が他の住民を避難させた後、サバイバリストのビルが物資を集めて孤独だが快適に暮らし始める。4年後、ボストンに行く途中のフランクという男が罠にかかり、二人は恋人になって一緒に暮らし始める。3年後、友人を作りたがるフランクにビルは渋々と従い、テスおよびジョエルと知り合う。3年後、略奪者が二人の家を襲い、ビルに怪我を負わせるもフェンスの防御システムで撃退される。10年後、フランクは病気で車椅子で生活するようになる。安楽死の助けを求められたビルは、致死量の睡眠薬で一緒に死ぬことを選ぶ。数週間後、ジョエルとエリーがリンカーンに来て、ビルが遺したジョエルあての手紙を読む。二人はビルのトラックに物資を積んでワイオミングへ向かう。                                                                                  |                                                          |                        |                                           |               |                       |
| 4 | "この手につかまって" "Please Hold My Hand"               | ジェレミー・ウェッブ   | クレイグ・メイジン                        | 2023年2月5日  | 0.991                 |
| ジョエルとエリーはハイウェイが封鎖されていたためにカンザスシティの街中に入る。武装グループに襲撃されて相手を殺すも車を失う。グループのリーダーのキャスリンは兄を殺したヘンリーを仇と恨んで探し、二人がヘンリーの一味だと疑う。右腕のペリーは感染者が蠢く地下トンネルを見つけるが、キャスリンは秘密にするよう命じる。高層ビルに昇って一夜を過ごす2人の前に、少年が姿を現す。 |                                                          |                        |                                           |               |                       |
| 5 | "耐えて行きぬけ" "Endure and Survive"                    | ジェレミー・ウェッブ   | クレイグ・メイジン                        | 2023年2月12日 | 0.382                 |
| 10日前、反乱グループを率いるキャスリンはFEDRAを倒して協力者を皆殺しにし、兄を密告したヘンリーを探す。ヘンリーは耳の聞こえない弟サムと身を隠し、ジョエルとエリーを見かけ、協力して街を脱出することを提案する。4人にキャスリンらが追いつくも、地下から感染者の群れが襲いかかり、キャスリンらを殺す。4人はその隙に逃げる。だがサムは感染してエリーを襲い、ヘンリーはサムを殺して自殺する。 |                                                          |                        |                                           |               |                       |
| 6 | "親族" "Kin"                                             | ヤスミラ・ジュバニッチ | クレイグ・メイジン                        | 2023年2月19日 | 0.841                 |
| ワイオミング州の荒野でジョエルとエリーは、二人だけで住む老夫婦マーロンとフローレンスに会い、川を越えた西には恐怖が存在すると警告される。ジョエルは不調を覚える。川を越えた二人は騎馬の武装グループに捕まり、壁に囲まれて平和かつ快適な共同体に連行される。ジョエルは指導者の一人マリアと結婚したトミーに再会する。ジョエルは東コロラド大にあるというファイアフライの基地に行こうと誘う。マリアが妊娠しているトミーは同行を断るが、ジョエルは自分の衰えをトミーに告白し、自分の代わりにエリーを送り届けるよう懇願する。トミーは承知するが、自分を捨てるなとエリーになじられたジョエルはエリーと馬で共同体を発つ。二人は東コロラド大に着くも、研究所は放棄されてソルトレークシティに移動した形跡がある。二人は武装したグループに襲われて、ジョエルは刺され落馬する。             |                                                          |                        |                                           |               |                       |
| 7 | "残されたもの" "Left Behind"                             | リザ・ジョンソン       | ニール・ドラックマン                      | 2023年2月26日 | 1.083                 |
| エリーは動けないジョエルを廃屋に運び込む。ジョエルは自分を置いてトミーの元へ行くようエリーに言う。エリーはFEDRA訓練生時代、親友のライリーと過ごした夜のことを思い出す。脱走していたライリーは寮に忍び込んで来てファイアフライに参加したとエリーに明かす。廃墟のモールに連れ出し通電して様々な楽しみを共にする。アトランタに配属になるためお別れだと告げ、二人はキスをする。だが感染者が二人を噛んで発症が迫る。現在、エリーはジョエルの傷を必死に縫う。 |                                                          |                        |                                           |               |                       |
| 8 | "困っている時は" "When We Are in Need"                   | アリ・アッバシ         | クレイグ・メイジン                        | 2023年3月5日  | 1.039                 |
| ジョエルを看護するエリーは食糧調達のために狩りに出かけ、鹿をしとめる。近隣の町シルバーレイクのグループの説教師デビッドとジェームズも狩りに出てエリーの鹿を横取りしようとする。エリーは鹿の肉半分とペニシリンを交換する取引をするが、二人が東コロラド大でジョエルが殺した男の仲間と知り逃げる。エリーは復讐を求めるグループの捜索隊をジョエルから遠ざけようとするも捕らえられる。ペニシリンを注射されたジョエルは目覚め、捜索隊員を殺し拷問してエリーの行方を知る。デビッドはエリーを町に連れ帰り、牢に入れる。エリーはグループが食人で生き延びたことを知る。殺されて食べられそうになるも、感染していると明かして隙をつき、ジェームズとデビッドを殺す。逃げ出したエリーはジョエルに再会する。                                                                                   |                                                          |                        |                                           |               |                       |
| 9 | "光を探せ" "Look for the Light"                          | アリ・アッバシ         | クレイグ・メイジン&ニール・ドラックマン   | 2023年3月12日 | 1.040                 |
| 過去、妊婦のアンナが感染者に襲われて一人でエリーを出産する。噛まれたことに気づいて臍の緒を切断する。現れた友人のマーリーンにエリーを託し、願って自分を殺してもらう。現在、ジョエルとエリーはソルトレイクシティに着き、ファイアフライに捕らえられる。マーリーンがジョエルに再会する。手術でエリーの脳の中から菌の出す伝達物質を取り出す予定であり、その過程でエリーは死ぬと教える。ジョエルはマーリーンを含む多くのファイアフライ兵士を殺し、麻酔にかけられたエリーを救い出す。ジョエルはファイアフライが他にも免疫を持つ者を見つけたとエリーに嘘をつく。二人はワイオミングへ戻る。 |                                                          |                        |                                           |               |                       |

## 受賞
2023年1月6-7日に発表された第75回プライムタイム・エミー賞クリエイティブ・アーツ部門では、メイン・タイトル賞、装具メイク賞、ドラマシリーズ映像編集賞、1時間番組音響編集賞、1時間番組音響ミキシング賞、シリーズ/映画特殊効果賞、ドラマシリーズゲスト男優賞(ニック・オファーマン)、ドラマシリーズゲスト女優賞(ストーム・リード)を受賞した。